# Augochlora praeclara
Augochlora praeclara är en biart som beskrevs av Cresson 1865. Augochlora praeclara ingår i släktet Augochlora och familjen vägbin. Inga underarter finns listade.